# 罗热维尔
罗热维尔（法語：Rogéville）是法国大東部大區默尔特-摩泽尔省的一个市镇，属于图勒区。

## 地理
罗热维尔（48°49'11"N, 5°58'50"E）面积6.94 平方千米，位于法国大東部大區默尔特-摩泽尔省，该省份为法国东北部内陆省份，是洛林的一部分，北邻比利时、卢森堡，北起顺时针与摩泽尔省、下莱茵省、孚日省和默兹省接壤。
与罗热维尔接壤的市镇（或旧市镇、城区）包括：多梅夫尔昂艾、热宗库尔、瓦夫尔地区马农库尔、罗西耶尔昂艾、特朗布勒库尔、维莱昂艾。

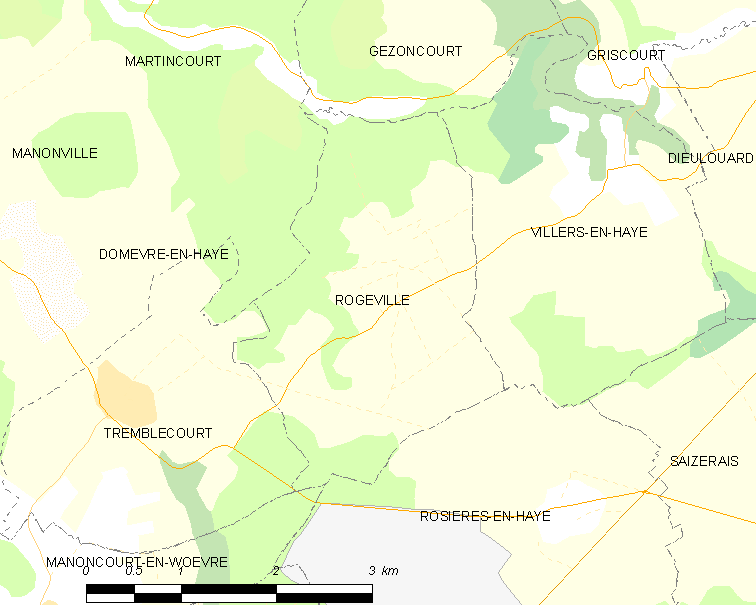
罗热维尔的OSM定位图

罗热维尔的时区为UTC+01:00、UTC+02:00（夏令时）。

## 行政
罗热维尔的邮政编码为54380，INSEE市镇编码为54460。

## 政治
罗热维尔所属的省级选区为北图卢瓦县。

## 人口

1962-2008年间罗热维尔人口变化图示

罗热维尔于2022年1月1日时的人口数量为152人。